# Pleuromutilină
Pleuromutilina este un compus natural obținut din anumite specii fungice. Derivații de sinteză ai acestui compus prezintă activitate  antibacteriană, care se datorează blocării acțiunii enzimei peptidil-transferaza asupra subunității ribozomale de tip 50S a celulei bacteriene.
Antibioticele pleuromutiline sunt: retapamulină (aprobată pentru uz uman, topic), lefamulină (aprobată pentru uz uman, sistemic, în 2019), valnemulină și tiamulină (aprobate pentru uz veterinar); în studii se află azamulină.

## Istoric
Pleuromutilina a fost descoperită în anul 1950. Este derivată din specia de ciupercă Clitopilus passeckerianus (anterior denumită Pleurotus passeckerianus), dar a fost întâlnită și în speciile Drosophila subatrata, Clitopilus scyphoides și în specii din genul Clitopilus.

## Sinteză
A fost raportată sinteza totală a pleuromutilinei.